# Centrolene buckleyi
Centrolene buckleyi е вид жаба от семейство Centrolenidae. Видът е уязвим и сериозно застрашен от изчезване.

## Разпространение
Разпространен е в Еквадор, Колумбия и Перу.

## Описание
Популацията на вида е намаляваща.